# الرأسمال في القرن 21 (كتاب)
رأس المال في القرن الواحد والعشرون ، هو كتاب ألفه الاقتصادى الفرنسى توماس بيكيتى، ينتقد الكتاب بشكل اكاديمي سياسات الرأسمالية العالمية، ويتنبئ بأنه في حال استمرت السياسات الاقتصادية العالمية الحالية سيظل ازدياد الفوارق الطبقية بين الاغنياء والفقراء، صدر الكتاب باللغة الفرنسية في عام 2013 ثم تم ترجمته للانجليزية من قبل جامعة هارفارد في عام 2014.

## الكتاب
بشكل عام، يرى المؤلف أن التفاوت في الدخل والثروة يتأثر بعوامل مختلفة كالسياسات الحكومية والسوق والمؤسسات الاقتصادية. وطرحه لتلك النظريات والبيانات يهدف إلى لفت الانتباه إلى الموضوع وتحفيز النقاش والبحث حول التفاوت الاقتصادي. يقوم الكتاب بتحليل احصاءات توزيع الثروة في 26 بلداً مختلفاً حول العالم في فترة تاريخية تمتد لثلاثة قرون كاملة، ويستنتج في النهاية أن الرأسمالية لن تحقق توزيع الثروة وان الاغنياء سيزدادون غنى والفقراء سيزدادون فقراً.

## المدح والنقد

### المدح
وصف بول كروجمان الكتاب بأنه "تأمل رائع وشامل حول عدم المساواة" و"أهم كتاب اقتصادي لهذا العام". – وربما العقد."  وهو يميز الكتاب عن غيره من الكتب الأكثر مبيعاً في الاقتصاد لأنه يشكل "دراسة جادة ومغيرة للخطاب". كتب كروجمان أيضًا:
"وفي وقت حيث عاد تركيز الثروة والدخل في أيدي قِلة من الناس إلى الظهور كقضية سياسية مركزية، فإن بيكيتي لا يقدم فقط وثائق لا تقدر بثمن لما يحدث، بعمق تاريخي لا مثيل له. ويقدم أيضًا ما يرقى إلى نظرية ميدانية موحدة لعدم المساواة، نظرية تدمج النمو الاقتصادي، وتوزيع الدخل بين رأس المال والعمل، وتوزيع الثروة والدخل بين الأفراد في إطار واحد. ... رأس المال في القرن الحادي والعشرين هو كتاب مهم للغاية على جميع النواحي. لقد نجح بيكيتي في تحويل خطابنا الاقتصادي؛ لن نتحدث أبداً عن الثروة وعدم المساواة بنفس الطريقة التي اعتدنا عليها."

### النقد
انتقد البعض بيكتي لأنه وضع عدم المساواة في لبّ تحليلاته دون أن يقف على الأسباب التي تؤدي إلى ذلك ومن بينهم الصحافي مارتن وولف (كاتب العمود في صحيفة فاينانشيال تايمز) الذي قال أن بيكيتي يفترض أن التفاوت بين الناس يشكل أهمية كبيرة، ولكنه لا يشرح السبب وراء ذلك قط. فكل ما يقوم به هو أنه يوضح فقط وجوده وكيف يتفاقم.  أو على حد تعبير زميله كلايف كروك : "بعيداً عن عيوبه الأخرى، فإن كتاب "رأس المال في القرن الحادي والعشرين" يدعو القراء إلى الاعتقاد ليس فقط بأن التفاوت بين الناس مهم، بل أيضاً بأن لا شيء آخر يهم. وأن المستقبل يحمل المزيد من تفاقم عدم المساواة.
رأى بعض الاقتصاديين أن بيكيتي يعتقد أنه يحل مشاكل النظام الرأسمالي بمجرد فرض ضريبة على الممتلكات، إلا أن المشكلة في حقيقتها أكثر تعقيداً لأنها تتعلق بسيطرة الرأسمالي الذي يملك وسائل الإنتاج على العامل.

## الجوائز
في 18 مايو 2014، وصلت النسخة الإنجليزية إلى المرتبة الأولى في قائمة أفضل الكتب مبيعاً في صحيفة نيويورك تايمز لأفضل الكتب الواقعية مبيعاً  وأصبحت أكبر نجاح مبيعات مطبعة جامعة هارفارد على الإطلاق.  اعتباراً من يناير 2015، باع الكتاب 1.5 مليون نسخة بالفرنسية والإنجليزية والألمانية والصينية والإسبانية.  وحاز الكتاب على عدة جوائز أهمها:
- جائزة فاينينشال تايمز وماك كينزى لأفضل كتاب اقتصادى في 2014 .  [12]
- جائزة دائرة النقاد الوطنية لأفضل كتاب في 2014.[13]

## النسخة العربية
قام الكاتب الصحفى المصرى والاقتصادى وائل جمال بالتعاون مع المترجمة المصرية سلمى حسين بترجمة الكتاب للعربية لحساب دار التنوير للطباعة والنشر والتوزيع وبالتعاون مع عدّة جهات فرنسية ومصرية منهم المبادرة المصرية للحقوق الشخصية ، وقام المؤلف الفرنسى بزيارة القاهرة بمناسبة صدور النسخة العربية واعطاء عدة محاضرات حول الكتاب في كلية الاقتصاد والعلوم السياسية (جامعة القاهرة) وكذلك بالجامعة الأمريكية بالقاهرة.

## روابط خارجية
- رأس المال في القرن الحادي والعشرين: مناقشة نقدية. سمير سعفان. دورية عمران للعلوم الاجتماعية

- "قراءة في كتاب توماس بيكتي "رأس المال في القرن 21: الثروة والتفاوت الاقتصادي. مجلة الأصالة للدراسات والبحوث

## قائمة المراجع
1. 1 2  الكتاب الذي هز العالم ولم يصل إلى شواطئ العرب: رأس المال في القرن 21، احمد الخطيب ، ساسة بوست، تاريخ الاطلاع 2يونيو 2016 نسخة محفوظة 30 أغسطس 2014 على موقع واي باك مشين.
2. 1 2  اصدارات كتاب Capital in the Twenty-First Century ، موقع جود ريدز ، تاريخ الاطلاع 2 يونيو 2016 نسخة محفوظة 16 ديسمبر 2019 على موقع واي باك مشين.
3. ↑  "قراءة في كتاب توماس بيكتي "رأس المال في القرن 21: الثروة والتفاوت الاقتصادي. مجلة الأصالة للدراسات والبحوث Volume 5, Numéro 2, Pages 1-23 2024-07-14
4. ↑  اخطر كتاب في العالم، ياسر علوى، بوابة الشروق ، تاريخ الاطلاع 2 يونيو 2016 نسخة محفوظة 03 أغسطس 2014 على موقع واي باك مشين.
5. ↑  Paul Krugman (May 8, 2014). "Why We're in a New Gilded Age". نيويورك ريفيو أوف بوكس. Retrieved April 14, 2014. نسخة محفوظة 2015-11-26 على موقع واي باك مشين.
6. ↑  Paul Krugman (23 مارس 2014). "Wealth Over Work". نيويورك تايمز. مؤرشف من الأصل في 2023-12-09.
7. ↑  Paul Krugman (April 24, 2014). "The Piketty Panic". نيويورك تايمز. Retrieved April 26, 2014. نسخة محفوظة 2025-02-14 على موقع واي باك مشين.
8. ↑  "رأس المال في القرن الحادي والعشرين | مركز الجزيرة للدراسات". studies.aljazeera.net. مؤرشف من الأصل في 2024-08-04. اطلع عليه بتاريخ 2024-08-04.
9. ↑  "Best Sellers May 18, 2014". نيويورك تايمز. 18 مايو 2014. مؤرشف من الأصل في 2023-12-16. اطلع عليه بتاريخ 2015-01-29.
10. ↑  Marc Tracy (24 April 2014). Piketty's 'Capital': A Hit That Was, Wasn't, Then Was Again: How the French tome has rocked the tiny Harvard University Press. ذا نيو ريببلك. Retrieved 27 April 2014. نسخة محفوظة 2024-05-24 على موقع واي باك مشين.
11. ↑  "French economist and best-selling author Thomas Piketty on Thursday refused France's highest honour – the Légion d'Honneur". فرانس 24. 1 يناير 2015. مؤرشف من الأصل في 2015-01-29. اطلع عليه بتاريخ 2015-01-29.
12. ↑  Andrew Hill (11 November 2014). "Thomas Piketty’s ‘Capital’ wins Business Book of the Year". Financial Times. Retrieved November 12, 2014. نسخة محفوظة 2 مايو 2020 على موقع واي باك مشين.
13. ↑  "National Book Critics Circle Announces Finalists for Publishing Year 2014". National Book Critics Circle. January 19, 2015. تاريخ الاطلاع January 29, 2015. نسخة محفوظة 08 يوليو 2017 على موقع واي باك مشين.
14. ↑  كتاب رأس المال بالقرن الواحد والعشرين يثير الرعب في اوروبا ، اليوم السابع ، تاريخ الاطلاع 2 يونيو 2016 نسخة محفوظة 5 أغسطس 2016 على موقع واي باك مشين.
15. ↑  ندوتان لـ"توماس بيكيتى" بجامعتى القاهرة والأمريكية حول الاقتصاد في العالم ، اليوم السابع ، تاريخ الاطلاع 2 يونيو 2016 نسخة محفوظة 26 مايو 2020 على موقع واي باك مشين.